# Yannick De Coster
Yannick de Coster (23 oktober 1985) is een Belgisch acteur.

## Opleiding
De Coster studeerde tot 2006 Digital Film Making aan het SAE Institute Brussels. Aansluitend startte hij als een productie-assistent voor de langspeelfilm Glenn –The Flying Robot van de Franstalige regisseur Marc Goldstein. Hij volgde vanaf 2008 een vervolgopleiding aan het Koninklijk Conservatorium Bergen. Hij perfectioneerde zich in een aantal theatrale vormen en opdrachten waaronder poppenspel, scenarioschrijven, regisseren en dansen om zijn opleiding als acteur te voltooien.

## Theater
Tegelijkertijd werkt hij met het Magic Land Theatre voor straatanimatie en festivalevenementen. Hij verliet het conservatorium in 2012, speelde van 2012 tot 2014 een hoofdrol in de theatercreatie Magnifico geschreven door Axel Cornil, en geregisseerd door Valentin Demarcin. Hij treedt ook toe tot het theatercollectief Le Groupe Sanguin, een jonge bende die hun creaties baseert op niet-theatrale teksten, geschreven door hedendaagse Belgische auteurs. Daarmee brengt hij onder meer Plot Your City en Sanguine. Van 2015 tot 2017 is hij ook te zien in C'est quand la délivrance? van de toneelgroep Compagnie Droît dans le mur.

## Film en televisie
De Coster speelde een rol in 2015 als inspecteur Louis Stevens in alle afleveringen van het derde seizoen van De Ridder, waarin hij eerder al de rol van Frank Hermy vertolkte. Hij had een hoofdrol als Lars in de film Alleen Eline van Hugo Van Laere uit 2017, had een rol als agent Eddy in de Bende van Nijvel-film Niet schieten van Stijn Coninx uit 2018 en speelde de hoofdrol van Pieter Leirs of "P" in de Eén-televisieserie Dertigers van 2019 tot 2022.

## Persoonlijk
Yannick de Coster is de broer van journalist en presentator Gilles De Coster.